# Eriosyce aerocarpa
Eriosyce aerocarpa ist eine Pflanzenart in der Gattung Eriosyce aus der Familie der Kakteengewächse (Cactaceae). Das Artepitheton aerocarpa leitet sich von den griechischen Worten aer für ‚Luft‘ sowie karpos für ‚Frucht‘ ab und verweist auf die ballonartigen Früchte der Art.

## Beschreibung
Eriosyce aerocarpa wächst mit kugelförmigen bis verlängerten Trieben und erreicht Durchmesser von 2 bis 3 Zentimeter. Die Wurzel ist eine große konische Pfahlwurzel. Es sind zahlreiche Rippen vorhanden, die in Höcker untergliedert sind. Die nadeligen, geraden bis leicht gebogenen Dornen sind rötlich orange bis grau. Die bis zu zwei dicken, abstehenden Mitteldornen, die auch fehlen können, sind bis zu 1 Zentimeter lang. Die sechs bis 14, etwas kammförmig angeordneten Randdornen sind 2 bis 3 Millimeter lang.
Die trichterförmigen Blüten sind hell rötlich mit einem dunkleren Mittelstreifen. Sie erscheinen aus jungen Areolen und weisen einen Durchmesser von 3 bis 5 Zentimeter auf. Die verlängerten Früchte öffnen sich mit einer basalen Pore.

## Verbreitung und Systematik
Eriosyce aerocarpa ist in der chilenischen Region Atacama bei Huasco in küstennahen Gebieten verbreitet.
Die Erstbeschreibung als Chileorebutia aerocarpa erfolgte 1959 durch Friedrich Ritter. Fred Kattermann stellte die Art 1994 in die Gattung Eriosyce. Weitere nomenklatorische Synonyme sind Neochilenia aerocarpa Backeb. (1959), Neoporteria reichei f. aerocarpa (F.Ritter) Donald & G.D.Rowley (1966), Thelocephala aerocarpa (F.Ritter) F.Ritter (1980), Neoporteria napina var. aerocarpa (F.Ritter) A.E.Hoffm. (1989), Neoporteria reichei var. aerocarpa (F.Ritter) Ferryman (1991) und Eriosyce napina subsp. aerocarpa (F.Ritter) Ferryman (2003).

## Nachweise